# دیگ چگالشی

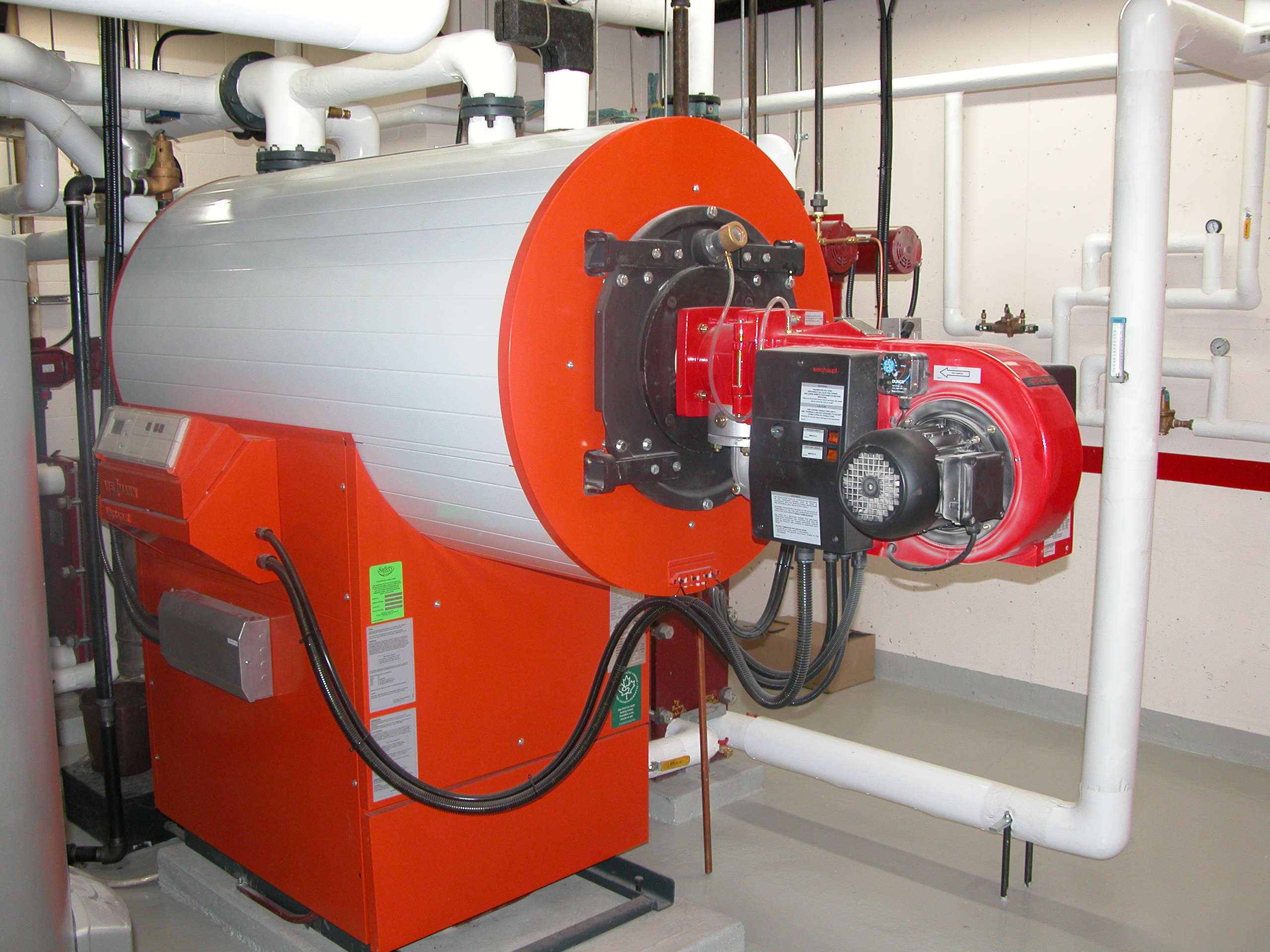
نمایی از یک‌نوع دیگ چگالشی Viessmann Vertomat نصب شده در آپارتمانی چندواحدی در وایت راک، بریتیش کلمبیا، کانادا - ۲۰۰۶

## دیگ چگالشی چگونه کار می‌کند؟
در یک دیگ معمولی، با احتراق سوخت گازهای داغ تولید می‌شود که با گذشتن از مبدل حرارتی بیشتر این انرژی به آب منتقل می‌شود، که باعث بالا رفتن دمای آب می‌شود.
بخار آب یکی از گازهای داغ تولید شده در فرایند احتراق است، که نتیجه ترکیب هیدروژن با اکسیژن می‌باشد. در دیگ‌های چگالشی (کندانسینگ)، حرارتی را که توسط خروج گازهایی داغ تلف می‌شود، جذب شده و بخار آب موجود با از دست دادن گرمای نهان تبخیر به آب مایع (یا به اصطلاح به کندانس) تبدیل می‌شود و این گرمای نهان نیز به آب داده می‌شود که این عمل اضافی می‌تواند بازدهی را تا ۱۰–۱۲٪ بالا ببرد. البته بازدهی فرایندهای کندانس متفاوت است و بستگی به دمای آب برگشتی به دیگ دارد اما در شرایط برابر همیشه بازدهی دیگ‌های چگالشی اگر بیشتر از دیگ‌های غیر چگالشی نباشد دست کم با آن‌ها برابر است.
ویژگی کندانس تولید شده کمی اسیدی است(3-5 ph)، بنابراین انتخاب مواد برای قسمت‌های در معرض خوردگی باید مناسب باشد. در دماهای بالا معمولاً از آلیاژهای آلومینیوم و استیل ضدزنگ استفاده می‌شود، در قسمت‌هایی با دمای پایین‌تر از پلاستیک‌هایی همچون uPVC و پلی پروپیلن استفاده می‌شود که باعث تأثیر در قیمت نهایی می‌شوند. کندانسه تولید شده در مبدل چگالش گر باید به فاضلاب تخلیه شود. در حالت کلی برای نصب، این تنها تفاوتی است که بین دیگ‌های چگالشی و غیر چگالشی وجود دارد.
برای اینکه تولید دیگ‌های چگالشی اقتصادی و قابل مدیریت در نصب باشند، مبدل‌های داخلی در کوچک‌ترین سایزهای فنی ممکن ساخته می‌شوند. این امر باعث تولید مبدل‌هایی با مقاومت بالا در طرف محفظه احتراق شده‌است و از فن برای به حرکت درآوردن محصولات احتراق در مجراهای باریک استفاده شده‌است که استفاده از فن بخاطر خارج کردن گازهای خروجی الزامی می‌باشد چون گازها معمولاً تا دماهای زیر ۱۰۰ درجه سانتی گراد خنک می‌شوند و دیگر نیروی شناوری را برای خروج طبیعی از دودکش ندارد.

## استفاده
امروزه در اروپا و آمریکای شمالی دیگ‌های معمولی در سیستم‌های حرارت مرکزی خانگی در حال جایگزینی با دیگ‌های چگالشی می‌باشند؛ و هلند احتمالاً اولین کشوری بود که این جایگزینی را در مقیاس بزرگ انجام داد. در اروپا نصب دیگ‌های چگالشی توسط گروه‌های حامی کاهش مصرف سوخت و دولت‌ها حمایت می‌شود. برای مثال در انگلستان از سال ۲۰۰۵ همه دیگ‌های حرارت مرکزی باید از نوع دیگ‌های چگالشی با بازدهی بالا باشند مگر در شرایط خاص، این آیین‌نامه‌ها برای دیگ‌هایی با سوخت مایع نیز باید اجرا شود. در ایالات متحده نیز در بعضی از ایالت‌ها دولت فدرال با نصب دیگ‌های چگالشی در مالیات‌ها تخفیف می‌دهند و در غرب کانادا بعضی از شرکت‌های تأمین سوخت با نصب این گونه دیگ‌ها در مجتمع‌های مسکونی در قیمت سوخت تخفیف نیز می‌دهند که همین عوامل باعث سرعت گرفتن جایگزینی دیگ‌های قدیمی با دیگ‌های چگالشی شده‌است.

## بازدهی
تولیدکنندگان دیگ‌های چگالشی ادعا می‌کنند که به بازده حرارتی ۹۸ درصدی می‌توان دست یافت که این درمقابل بازده ۷۰ تا ۸۰ درصدی دیگ‌ها با طراحی متداول می‌باشد. (البته بازدهی به ارزش حرارتی سوخت نیز بستگی دارد) مدل‌های معمولی از دیگ‌های چگالشی راندمانی حدود ۹۰٪ دارند که این موضوع بالاترین رتبه‌های درجه‌بندی را برای این گونه دیگ‌ها به همراه دارد.
عملکرد دیگ به راندمان انتقال حرارت به مصرف‌کننده و خروجی وسایل دفع حرارت نیز وابسته است. طراحی سیستم و اجرا نیز بسیار مهم است. در طراحی باید در نظر داشت که مقدار تولید و پخش حرارت همخوانی داشته باشد و دمای طراحی وسایل پخش حرارت باید در نظر گرفته شود که مجموع این عوامل بازدهی کلی سیستم حرارت مرکزی را مشخص می‌کند.
در دیگ‌های چگالشی دمای آب برگشتی از سیستم حرارت مرکزی باید کمتر از ۵۵ درجه سانتی گراد باشد و این امر بخاطر این است که تنها در این دما هاست که چگالش به بهترین نحو انجام می‌گیرد. دماهای بالاتر عدد ذکر شده می‌توانند عملاً مبدل کندانس را از جریان خارج کنند و تنها به شکل دیگ‌های معمولی کار کنند.
از مطالب بالا بر می‌آید که تنها با تغییراتی در سیستم کنترلی می‌توان دیگ‌های غیر چگالشی را به دیگ‌های چگالشی تبدیل کرد ولی باید این نکته را در نظر گرفت که کندانس تولید شده به سرعت قسمت‌هایی که دارای فولاد نرم یا چدن هستند را دچار خوردگی خواهد کرد و این همان دلیلی است که در مبدل دیگ‌ها چگالشی از فولاد ضدزنگ یا آلیاژهای آلومینیوم و سیلیکون استفاده می‌کنند.
هرچه که دمای برگشتی پایین‌تر باشد عمل چگالش بیشتر انجام می‌گیرد. دمای پایین در سیستم‌هایی که در ذات دما پایین هستند مثل گرمایش از کف یا رادیاتورهای چدنی قدیمی بیشتر دیده می‌شود که این سیستم‌ها را بهترین گزینه برای داشتن یک سیستم حرارت مرکزی با دیگ‌های چگالشی می‌سازد. اما اگر سیستم گرمایش از نوع‌های ذکر شده نباشد، بیشتر تولیدکننده‌های دیگ‌های چگالشی خانگی سیستم‌های کنترلی را طوری طراحی می‌کنند که تنها در زمان راه‌اندازی اولیه عمل چگالش را داشته باشیم و مشخص است که بعد از آن افت بازدهی را خواهیم داشت ولی باز هم از بازدهی دیگ‌های قدیمی کمی بیشتر خواهد بود. اما با یک طراحی مناسب مثلاً با بزرگتر انتخاب کردن رادیاتور یا اضافه کردن حلقه به سیستم گرمایش از کف می‌توان دمای آب برگشتی به دیگ را برای هر چه بهتر شدن عمل چگالش پایین آورد و مناسب ساخت.

## کنترل
مطمئن شدن از کارکرد در بهترین و اقتصادی‌ترین شرایط کمی دشوار است. تقریباً همه دیگ‌ها و بخصوص مشعل‌ها دارای سیستم کنترل منطقی هستند که میزان بار را با میزان خروجی مشعل تنظیم می‌کند تا بهترین عملکرد بدست آید.

## قابلیت اعتماد
در ابتدا ادعا می‌شد که دیگ‌های چگالشی دارای قابلیت اعتماد کمی هستند و نیاز به نصاب حرفه‌ای و سرویس‌های مرتب دارند و اگر توسط افراد ناآشنا نصب شود موجب ضعف در عملکرد خواهد شد ولی طبق بررسی‌هایی که سازمان تحقیقات ساختمان انگلستان به انجام رساند مشخص شد که این گفته نادرست است و نتایج تحقیقات خود را در چند نکته زیر بیان کرد:
1. امروزه هیچ تفاوتی در قابلیت اعتماد بین دیگ‌های چگالشی و غیر چگالشی وجود ندارد.
2. سرویس دوره‌ای این گونه دیگ‌ها به همان اندازه نوع غیر چگالشی است.
3. تنها مورد اضافه شده به سرویس دوره‌ای تست عملکرد سیستم دفع کندانس می‌باشد.
4. نصب این‌گونه دیگ‌ها مشکل خاصی نداردو تنها کافی است برای دفع کندانس تولید شده تمهیدات لازم به انجام برسد. (در بعضی از مدل‌ها نیاز به پمپ تخلیه کندانس وجود دارد)
5. تحت هر گونه شرایطی بازدهی بالاتری نسبت به نسل‌های قبل از خود دارند.

## خروجی
همان‌طور که گفته شد کندانس خروجی کمی حالت اسیدی دارد و اسیدیته آن شبیه به آب پرتقال می‌باشد؛ و برای دفع تنها نیاز به یک تکه شیلنگ پلیمری و یک تله بخار دارد تا از ورود گازها به محیط جلوگیری کند اما باید توجه داشت که کندانسه ممکن است باعث خوردگی سیستم‌های فاضلاب چدنی قدیمی شود که در این حالت نیز تنها با نصب یک خنثی‌کننده می‌توان این مشکل را نیز حل کرد. خنثی‌کننده یک مخزن پلاستیکی است که از دانه‌های سنگ آهک یا مرمر پر می‌شود و باعث بالا آوردن pH کندانس می‌شود و بعد به فاضلاب تخلیه می‌شود.
بخاطر دمای پایین گازهای نهایی خروجی گازها که ممکن است تا ۳۸ درجه سانتی گراد (در مقابل ۲۰۰ درجه سانتی گراد در انواع غیر چگالشی) نیز برسد فن همیشه مورد نیاز می‌باشد که البته در بعضی از مدل‌های هرمتیک غیر چگالشی فعلی نیز فن یک جزء سازنده می‌باشد و همچنین بخاطر دمای پایین نیازی به دودکش‌های سنتی قدیمی یا داکت‌های گالوانیزه مخصوص نیست و تنها می‌توان با یک لوله PVC(در کاربردهای خانگی) دود را به خارج هدایت کرد. در حقیقت استفاده از موادی که در مقابل خوردگی مقاومتی ندارند در ساخت دودکش‌ها ممنوع شده‌است.
البته به تازگی مدل‌هایی در انگلستان توسط شرکت گرمایشی اتمز(Atoms) ساخته شده‌اند که حتی نیازی به دودکش نیز ندارند.

## قیمت
قیمت یک دیگ چگالشی نسبت به نوع معمولی آن حدود ۵۰٪ گرانتر می‌باشد که بسته به نوع و قیمت سوخت و کشوری که در آن نصب شده می‌تواند از ۲–۵ سال از طریق صرفه جویی در قیمت سوخت جبران شود. البته این موضوع بستگی به چگونگی نصب، مقدار کارکرد و بازدهی کلی سیستم دارد.
عموماً شرکت‌ها تولیدکننده دلایل زیر را برای این افزایش قیمت بیان می‌کنند:
1. نیاز به مبدل بزرگتر در بعضی مدل‌ها و نیاز به دو مدل در برخی دیگر که باید با مواد مقاوم در برابر خوردگی ساخته شوند.
2. نیاز اجباری به فن برای خروج دود
3. نیاز به سیستم تخلیه کندانسه که شامل تله بخار و در بعضی مدل‌ها پمپ